# Renault Clio III
Il nome Clio III identifica la terza serie della Renault Clio, un'autovettura di segmento B prodotta a partire dal 2005 al 2013 dalla casa automobilistica francese Renault. Nel mercato giapponese è stata commercializzata con il nome di Lutecia.

## Storia

### Debutto
La terza serie della Clio debuttò al Salone dell'automobile di Ginevra del 2005, dopo una gestazione all'insegna dell'incertezza, specie sul piano stilistico, visti gli insuccessi dei modelli di punta Vel Satis e Avantime, che avrebbero potuto suscitare perplessità sulla nuova direzione intrapresa dall'allora responsabile del design Patrick Le Quément.

### Design esterno e interno
La terza generazione della Clio sposò fin dal suo debutto quella tendenza a far lievitare in maniera decisa le dimensioni del corpo vettura, che in quel periodo fu seguita anche da altri modelli suoi concorrenti, come la Grande Punto, la Peugeot 207 e poco più tardi anche dalla Opel Corsa D. Ciò si tradusse nell'abbattimento della barriera dei quattro metri di lunghezza da un paraurti all'altro, soglia al di là della quale, fino a poco tempo prima, erano confinate solo le vetture dal segmento C in su.

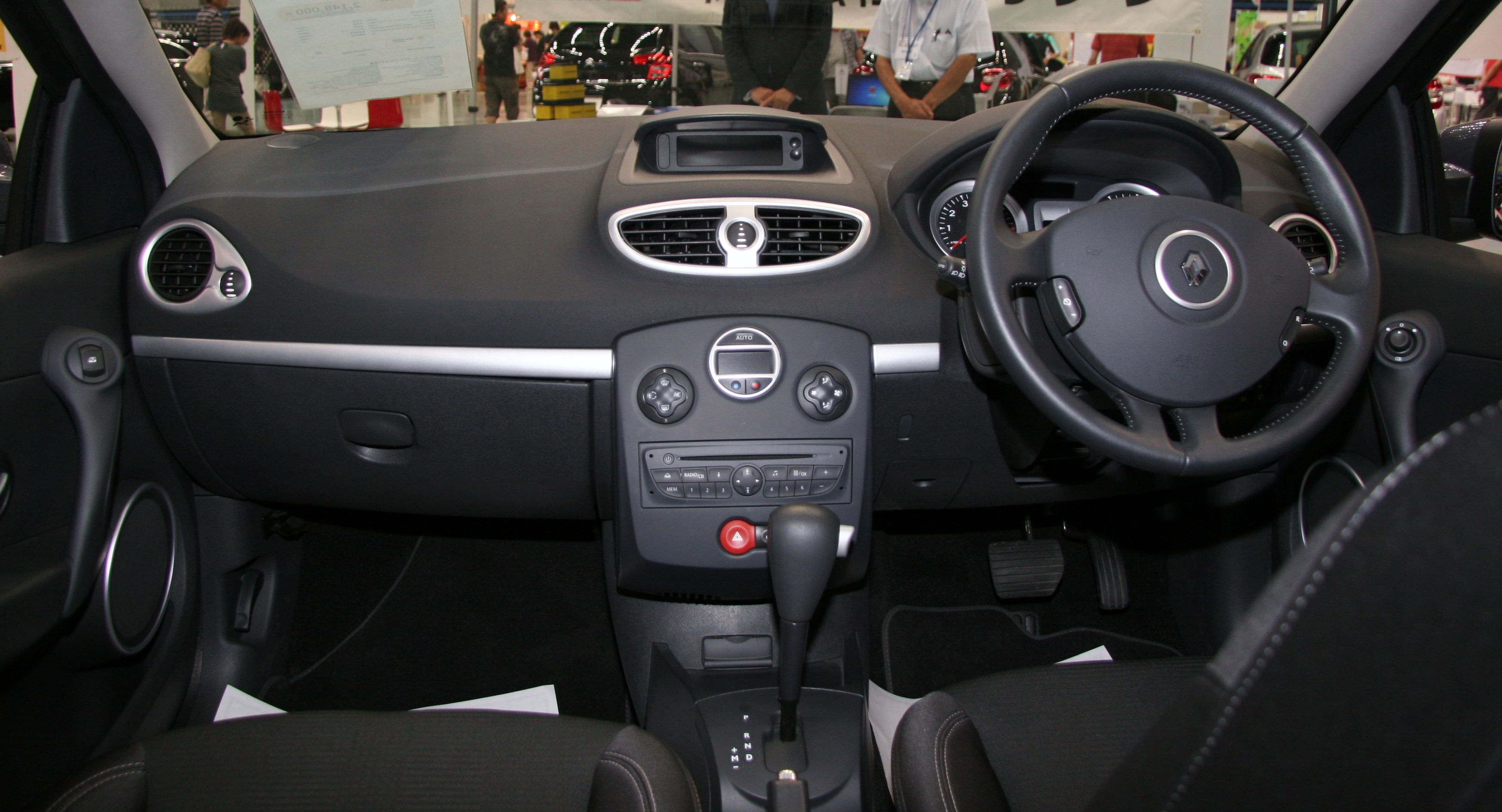
Abitacolo di una Clio III del 2012

Il frontale era in pratica una riproposizione in chiave leggermente più attualizzata di quanto già visto nella Scénic III, ma anche nelle ultime Clio II introdotte dopo il restyling del 2001: anche qui si ritrovavano quindi gli affilati gruppi ottici triangolari con vertice rivolto verso l'alto, affiancati da due sottili prese d'aria. Semplice il disegno del paraurti anteriore, con una larga presa d'aria ai cui lati trovavano posto i fendinebbia. Anche la vista laterale non mancava di mostrare la continuità col corso stilistico della Casa francese; spiccavano in particolar modo gli indicatori di direzione, collocati non più sulla carrozzeria, ma all'interno della fascia paracolpi delle portiere. Tuttavia la parte posteriore risultava la più caratterizzante. In ossequio a una tendenza generale che voleva differenziare sempre le versioni a 3 porte da quelle a 5, la parte posteriore della fiancata presentava due disegni differenti, più sfuggente nella tre porte, un po' meno in quella a cinque. Dalla vista laterale era inoltre possibile scorgere il disegno bombato del portellone posteriore, una caratteristica già vista nella Mégane II e che veniva quindi riproposta anche nella fascia di mercato immediatamente inferiore. La coda presentava anche due nuovi gruppi ottici dal disegno trapezoidale, anch'essi ispirati dalla Scénic II.
Per quanto riguarda l'abitacolo, la nuova versione offriva più spazio che non nella precedente Clio II, anche se la differenza non era enorme, specie considerando i maggiori ingombri esterni. Il vero progresso nell'abitabilità si aveva nella zona posteriore, grazie a un passo elevato (le maggiori concorrenti avevano un interasse più ridotto). Semplice e razionale il gruppo plancia-cruscotto, non eccessivamente pieno di comandi e quindi piuttosto ordinato e leggibile. La capacità del baule era di 280 litri in configurazione standard, ma abbattendo lo schienale posteriore si arrivava a 1.038 litri.

### Struttura, meccanica e motori
La ragione del non esagerato incremento nell'abitabilità interna della Clio III stava nel fatto che molti dei centimetri in più che la vettura vantava sono stati impiegati sul fronte della sicurezza automobilistica, e in particolare nell'ottimizzazione delle zone a deformazione programmata. Ciò è servito per guadagnarsi le 5 stelle Euro NCAP. La vettura nasceva su una piattaforma non inedita, ma fino a quel momento utilizzata praticamente solo dalla terza generazione della Nissan Micra e che in seguito sarebbe stata impiegata anche dalle monovolume compatte Nissan Note e Renault Modus. La gamma motori al debutto del modello era ripresa pari pari dalla precedente Clio II, anche se sottoposta in alcuni casi a delle migliorie di dettaglio. In sostanza, la Clio III era inizialmente disponibile nelle seguenti motorizzazioni:
- 1.2 16v: motore da 1149 cm³ e 75 CV;
- 1.4 16v: motore da 1398 cm³ e 98 CV;
- 1.6 16v: motore da 1598 cm³ e 110 CV;
- 1.5 dCi: motore diesel con tecnologia common rail, della cilindrata di 1461 cm³ e disponibile in tre livelli di potenza, vale a dire 68, 85 e 105 CV.

Il cambio era in genere manuale a 5 marce, tranne che nella 1.5 dCi da 106 CV che montava invece un cambio manuale a 6 marce. A richiesta, e solo in abbinamento al motore 1.6 16v, era possibile ottenere un cambio automatico a 4 rapporti.
Per quanto riguarda il resto della meccanica, l'avantreno era il classico MacPherson, mentre il retrotreno era a ruote interconnesse. Su entrambi gli assi erano comunque presenti ammortizzatori idraulici telescopici e molle elicoidali. L'impianto frenante era misto nelle versioni con motore 1.2, 1.4 e 1.5 dCi da 68 e 86 CV, mentre nelle altre versioni utilizzava quattro dischi. In ogni caso, indipendentemente dalla motorizzazione, i dischi anteriori erano autoventilanti.

### Allestimenti e dotazioni
Al suo debutto la Clio III era disponibile in cinque livelli di allestimento:
- Pack: livello di base previsto in abbinamento alle motorizzazioni 1.2 e 1.5 dCi da 68 CV. Tale livello comprendeva nella dotazione di serie: ABS, doppio airbag frontale, airbag laterali, airbag antiscivolo, chiusura centralizzata, vetri elettrici anteriori e posteriori, volante regolabile, sedile guida regolabile in altezza e divano frazionabile;
- Confort: livello di allestimento medio-basso, previsto in abbinamento alle motorizzazioni 1.2, 1.4 e 1.5 dCi da 68 e 85 CV. Tale livello prevedeva nella dotazione di serie quanto già visto per l'allestimento Pack, ma con in più i poggiatesta posteriori e il climatizzatore;
- Dynamique: livello di allestimento medio, previsto in abbinamento a tutti i motori tranne il 1.6 16v e la cui dotazione di serie prevedeva quanto già visto nei due livelli inferiori, e con in più i cerchi in lega, gli airbag per la testa e i fendinebbia;
- Luxe: livello di allestimento medio-alto, previsto in abbinamento a tutti i motori della gamma e che comprendeva quanto già visto negli allestimenti inferiori, ma con in più l'autoradio;
- Initiale: livello di allestimento di punta, previsto solo in abbinamento ai motori 1.6 16v e 1.5 dCi da 105 CV. Tale livello di allestimento prevedeva, oltre a quanto già visto nei livelli precedenti, anche i sensori di parcheggio, gli interni in pelle e la vernice metallizzata.

La lista optional comune a tutta la gamma includeva invece l'antifurto, l'ESP e il controllo di trazione. Tranne che nel livello di allestimento Pack, erano inoltre disponibili a richiesta il navigatore satellitare e il tetto apribile.

## Evoluzione

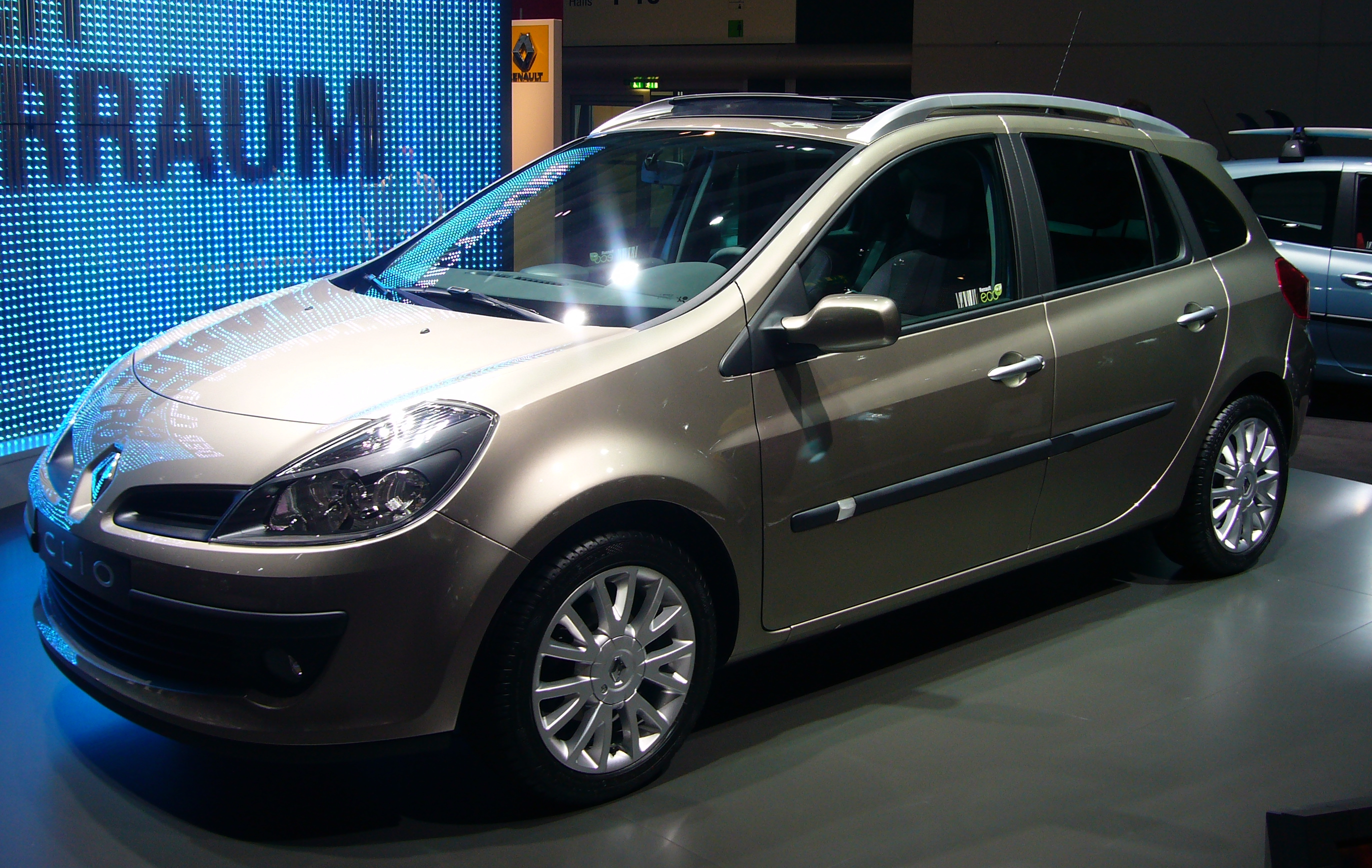
Una Clio GrandTour, prima Clio con carrozzeria giardinetta

La produzione fu avviata nella seconda metà del 2005 presso gli stabilimenti di Flins (Francia) e di Bursa (Turchia). Alla fine dello stesso anno si aggiudicò il titolo di Auto dell'anno.
Nel 2006 la gamma si estese verso il basso, con l'arrivo del motore 1.2 depotenziato a 65 CV, ma anche verso l'alto con l'introduzione della Clio RS, spinta da una nuova evoluzione del 2 litri imparentato con quello dell'indimenticabile Williams degli anni novanta; in questa sua nuova configurazione, il 2 litri Fonte raggiungeva 197 CV di potenza massima.
Nel 2007 la principale novità fu costituita dal debutto, al Salone di Francoforte, della Clio Sportour con carrozzeria giardinetta, destinata a rivaleggiare innanzitutto con la 207 SW. Le vendite non sarebbero iniziate che all'inizio dell'anno seguente. Nello stesso anno la RS fu proposta in tre livelli di allestimento: normale, Luxe e R27 F1 Team, una versione maggiormente votata all'uso su pista. Sempre nel 2007 vi fu l'arrivo della 2.0 16v, altra versione equipaggiata con un motore da 2 litri, ma non derivato da quello della RS, e che in questo caso erogava una potenza massima di 140 CV. Questa versione andò a inserirsi nello spazio compreso tra la 1.6 16v e la RS. Sempre nel 2007 il cambio automatico divenne disponibile a richiesta anche in abbinamento ai motori 1.2 16v da 75 CV e 1.5 dCi da 85 CV, mentre divenne l'unica variante di cambio disponibile per la 1.6 16v.
Nel 2008, oltre all'avvio della commercializzazione della Sportour, vi furono ulteriori novità: il 1.4 16v da 98 CV venne sostituito dal 1.2 TCe, ossia un motore sovralimentato mediante turbocompressore, della cilindrata di 1149 cm³ e della potenza di 101 CV. Tale scelta fu dettata dalla corsa al downsizing, ossia alla diminuzione della cilindrata dei motori, mantenendo le prestazioni su livelli analoghi o comunque abbastanza vicini. Per quanto riguarda la top di gamma, ossia la RS, essa venne proposta anche in una quarta variante denominata RS Light.

### Restyling 2009

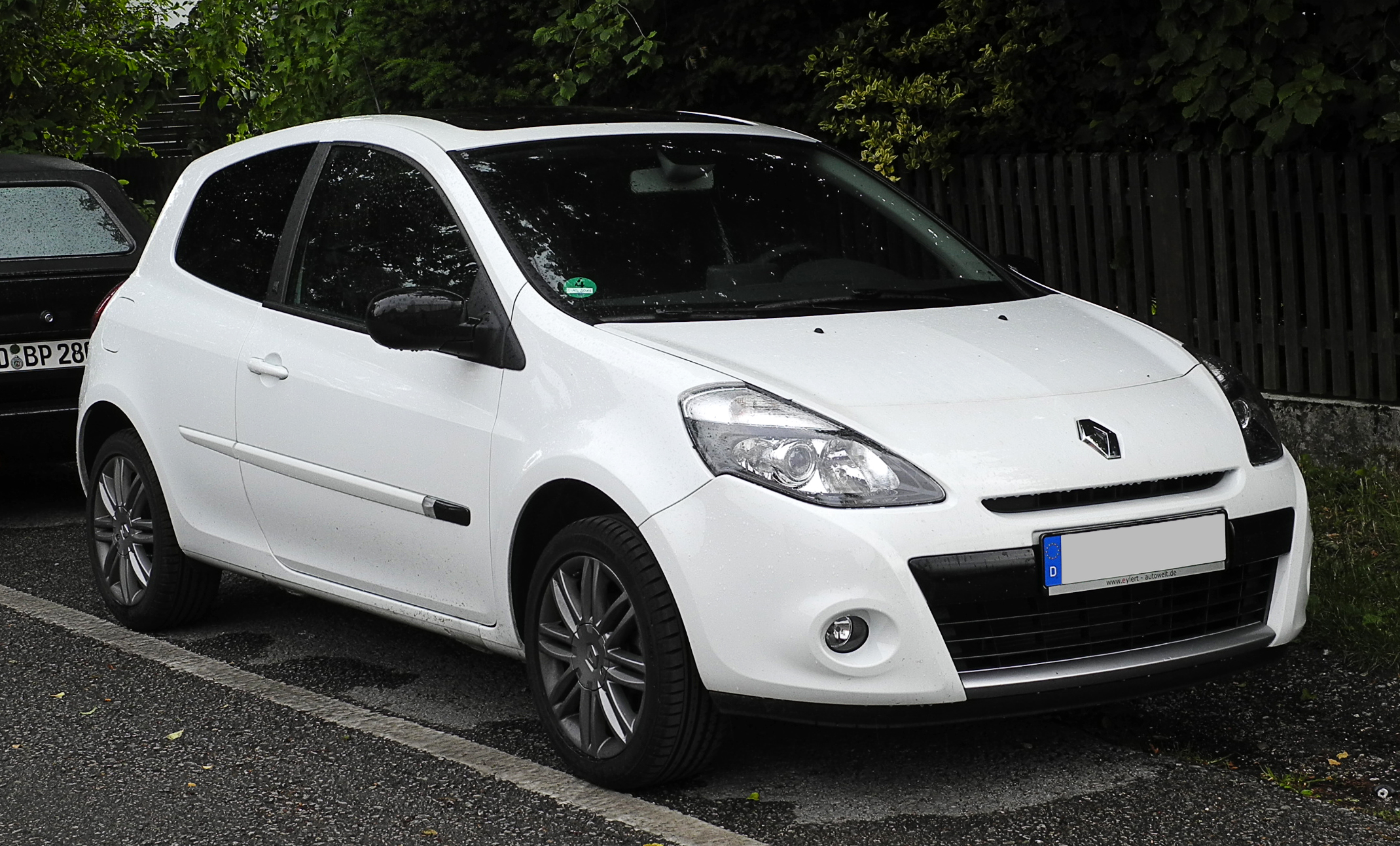
Una Clio III dopo il restyling del marzo 2009

Nel marzo del 2009 vi fu il restyling di mezza età: esteticamente l'auto cambiò specialmente nel frontale, ridisegnato in modo da risultare più pulito, poiché scomparvero le due prese d'aria ai lati dei gruppi ottici, sostituite da un'unica feritoia. Anche gli stessi gruppi ottici furono ridisegnati, e assunsero una forma "a goccia" e divennero anche di maggiori dimensioni, seguendo lo stile delle Renault di fine decennio. Rimanendo nel frontale, anche il nuovo paraurti dotato di una grossa presa d'aria contribuì all'immagine più importante della Clio così rinnovata. Posteriormente gli aggiornamenti erano meno visibili ed erano limitati alla differente disposizione delle luci all'interno delle plastiche dei gruppi ottici posteriori. Nell'abitacolo le novità si limitarono a nuovi tessuti e nuovi colori, mentre la lista degli optional si arricchì con l'arrivo del navigatore Tom Tom. Per quanto riguarda la gamma motori, la versione di base da 65 CV sparì dai listini, mentre il 2 litri della RS subì un leggero incremento di potenza, portandosi da 197 a 203 CV. Vi fu anche l'arrivo della Clio GT, spinta dal 1.6 benzina delle prime Clio III (rispolverato per l'occasione), ma con potenza portata a 128 CV. Sul fronte dei diesel, si ebbero solo alcuni aggiornamenti di dettaglio.

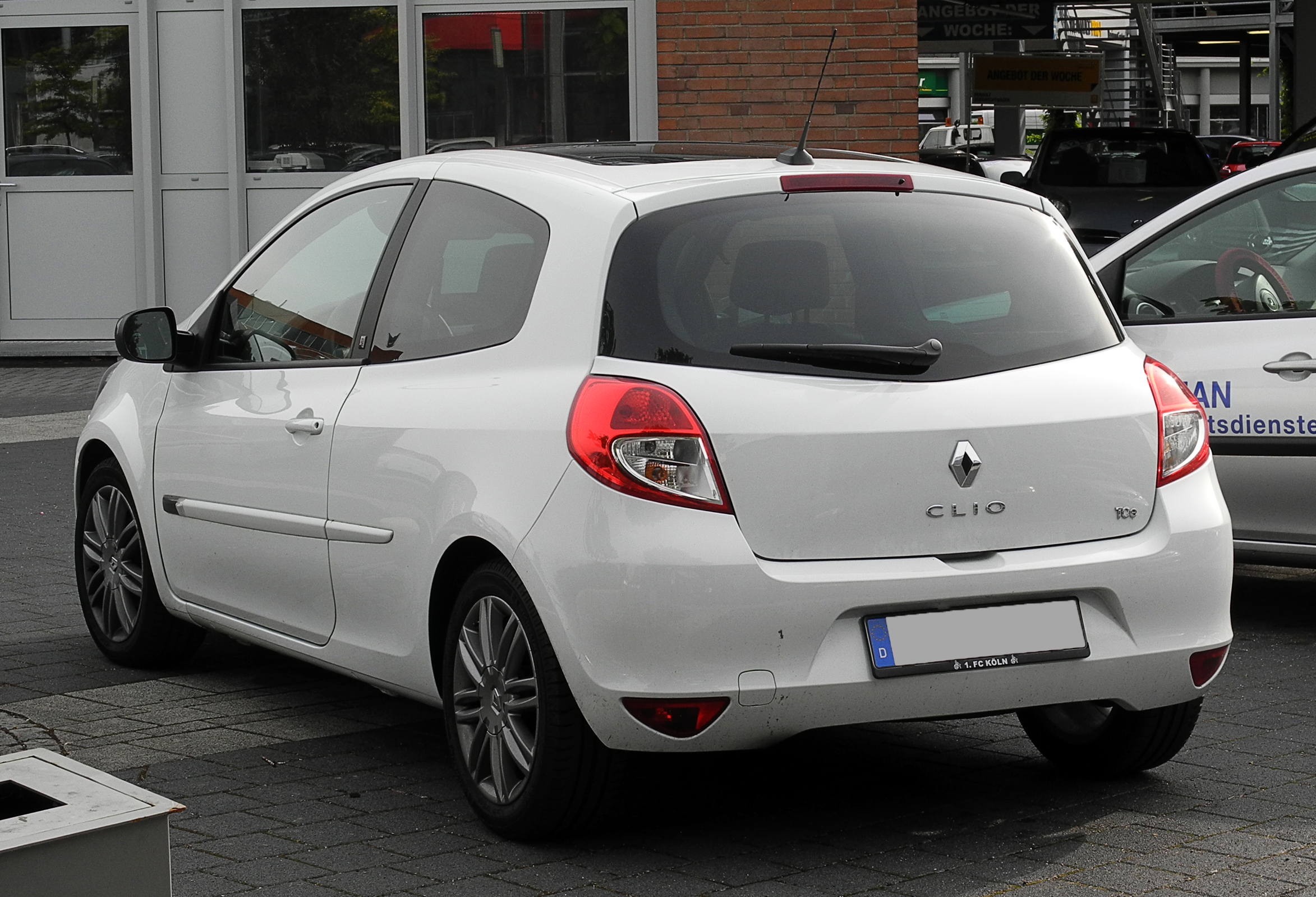
Posteriore di una Clio 3 porte restyling del 2011

Nel 2010 la gamma motori ha subito alcune modifiche: fu infatti ripreso il 1.6 a benzina da 110 CV, che venne proposto sulla Clio 1.6 BVA, dove la sigla stava per Boite de vitesse automatique, ossia cambio automatico. Sul fronte dei diesel, i due 1.5 dCi di livello più basso passarono rispettivamente da 68 a 75 CV e da 85 a 88 CV. Il 1.5 dCi da 105 CV, invece, fu tolto da alcuni listini, tra cui quello italiano. Venne anche introdotta una serie speciale in occasione del ventesimo compleanno della Clio, serie denominata semplicemente 20th e proposta in abbinamento con tutti i motori a benzina, nonché con il 1.5 dCi da 75 CV.

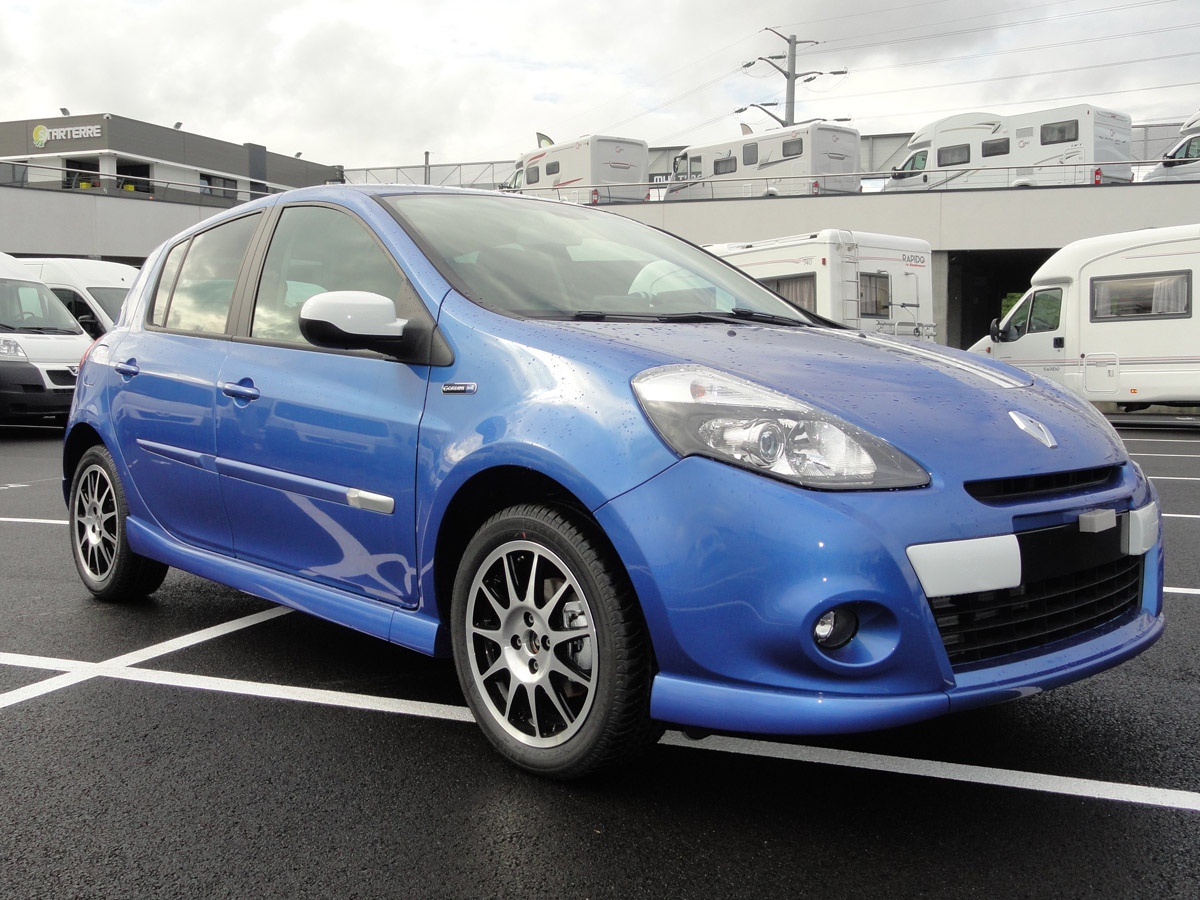
Una Renault Clio III Gordini del 2012

Nel 2011 un nuovo arrivo caratterizzò la gamma: sfruttando il 1.6 della precedente Clio GT, inizialmente non previsto per il nostro mercato, fu introdotta nei listini italiani la Clio GT Gordini; esteticamente si distingueva per la livrea azzurra con bande bianche longitudinali che correvano lungo cofano, tetto e portellone, in richiamo alle Renault di decenni prima, preparate da Amedeo Gordini. Sempre nel 2011 veniva introdotta la Clio 1.2 GPL, prima versione con alimentazione bi-fuel.
Quelli del 2011 sono stati gli ultimi aggiornamenti alla gamma: durante l'estate del 2012 sono state diffuse le prime foto ufficiali della sua erede, la Clio IV, che inizialmente pareva destinata a sostituirla. In realtà, l'arrivo della nuova generazione, presentata al Salone dell'automobile di Parigi dello stesso anno, non ha coinciso con l'uscita di scena della Clio III, poiché i vertici della Casa francese hanno a suo tempo deciso di lasciare la vettura in produzione, anche se con una gamma semplificata e con la denominazione di Clio Collection, un po' come avvenuto in precedenza per la Clio Campus (in Italia nota come Clio Storia).
Nel frattempo, non più prodotta per gli altri mercati europei, è rimasta comunque nei listini sino a marzo del 2013, dopo la fine della commercializzazione delle Sportour e delle RS.

### Clio Collection
Dopo il debutto mondiale al Salone dell'automobile di Parigi del 2012 della Renault Clio IV, la Clio III rimane ancora in listino come Clio Collection, ma soltanto in alcuni paesi dell'Europa, tra i quali vi sono Francia, Germania, Spagna, Svizzera. I motori sono: il 1.2 16V da 75 CV e il 1.5 Dci da 75 CV anch'esso. In Francia è venduta in un solo allestimento: l'Alizè, disponibile nelle versioni a 3 e a 5 porte. In Germania, invece, è venduta col solo motore a benzina e nell'allestimento Collection, più ricco dell'Alizè disponibile in Francia. In Spagna è disponibile con l'allestimento Collection, un po' più scarno dell'omonimo allestimento venduto in Francia, ma leggermente più ricco dell'Alizè francese: sono disponibili i motori 1.2 a benzina da 75 CV e il 1.5 diesel da 75 CV.  In Svizzera esiste l'allestimento Collection, diverso da tutti gli altri allestimenti e disponibile solo a 5 porte: internamente è più ricco di tutti gli altri, mentre all' esterno è scarno come l'Alizè francese: uno il motore, il 1.2 a benzina da 75 CV.

### Clio RS

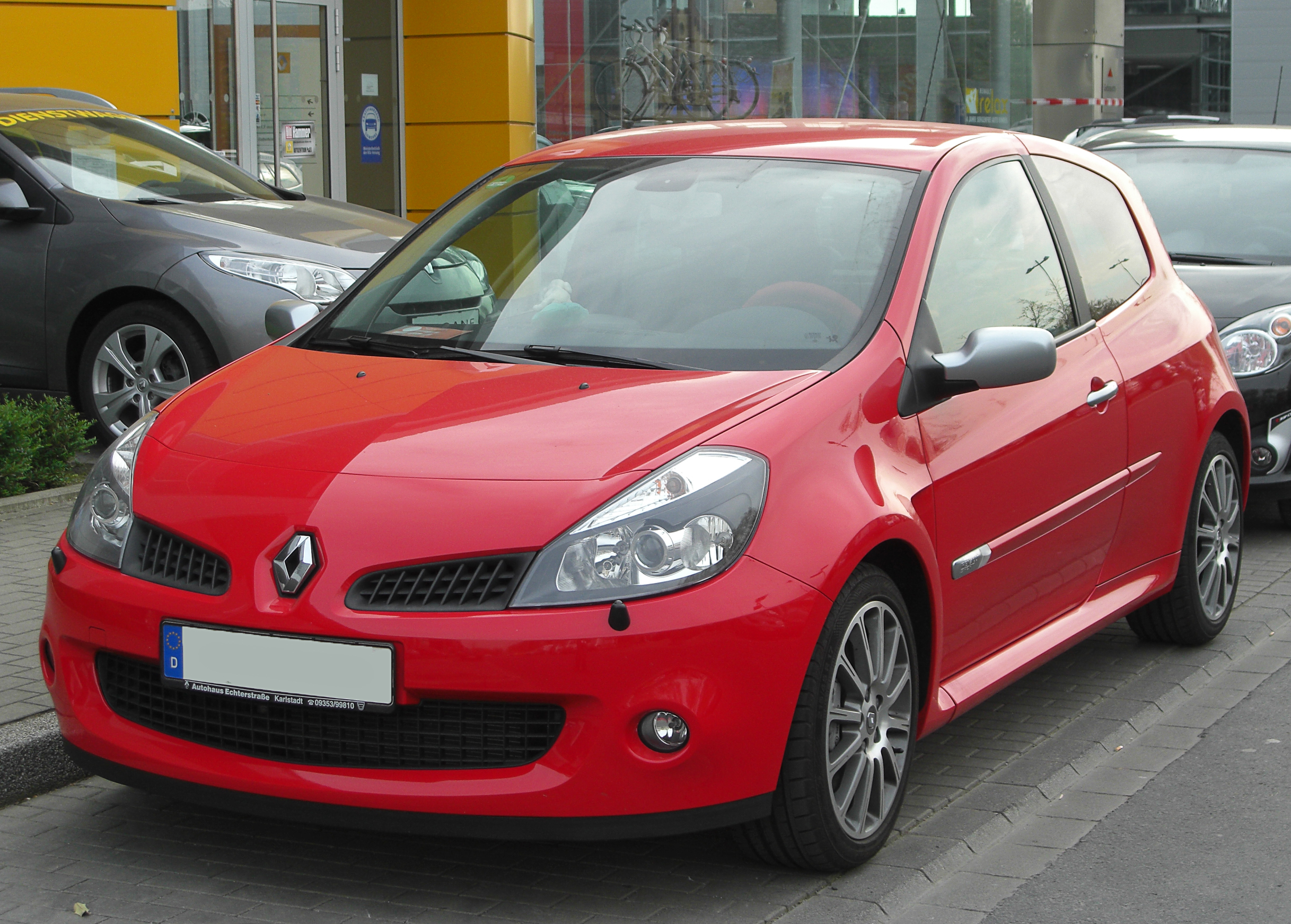
Una Clio RS

La Clio III RS è stata l'unica versione sportiva della gamma a differenza delle precedenti due serie che hanno annoverato più di un modello ad alte prestazioni nella loro gamma. Introdotta nel 2006, la vettura era caratterizzata esternamente da un kit carrozzeria specifico che comprendeva parafanghi maggiorati, prese d'aria dietro ai parafanghi anteriori ed estrattore d'aria posteriore. Il motore, direttamente derivato da quello della precedente RS (e quindi imparentato anche con il 2 litri della Williams), era in grado di erogare fino a 197 CV di potenza massima. Tale modello, che raggiungeva una velocità massima di 215 km/h, spuntava prestazioni leggermente inferiori a quelle delle ultime Clio II RS (che pure disponevano di 15 CV in meno), a causa del peso sensibilmente aumentato  (200 kg in più) dopo l'abbondante crescita nelle dimensioni. In ogni caso, la RS costituì il modello di punta della gamma.

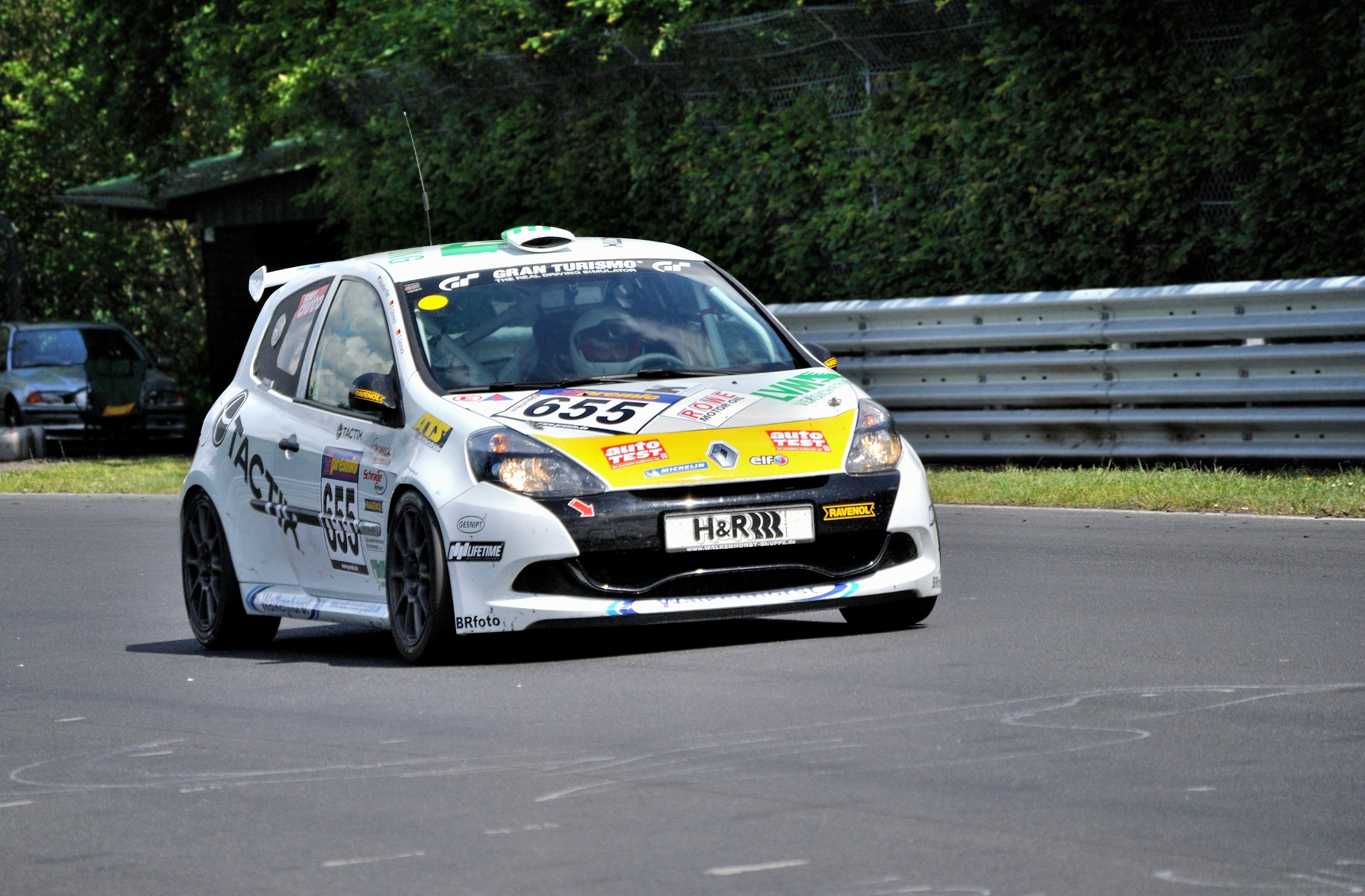
Una Clio RS Cup in gara al Nürburgring

La RS è stata proposta in più varianti. Dopo la versione normale, con vocazione da piccola Gran Turismo, nel 2007 vi fu l'arrivo della R27 F1 Team, caratterizzata esternamente dal logo Renault F1 Team e dai cerchi in lega color antracite. Per quanto riguarda la meccanica, la R27 F1 Team montava il telaio "cup" con sospensioni irrigidite, mentre il motore era lo stesso della RS. Nell'abitacolo erano presenti sedili Recaro.

Contemporaneamente alla R27 F1 fu introdotta la Luxe, con allestimento ancora più ricco che comprendeva tra l'altro i fari allo xeno ed i retrovisori esterni ripiegabili elettricamente. Un'altra versione, la World Series, era caratterizzata da un allestimento semplificato e dal telaio "cup", oltre che da un cambio a 6 marce con i due rapporti superiori particolarmente allungati.

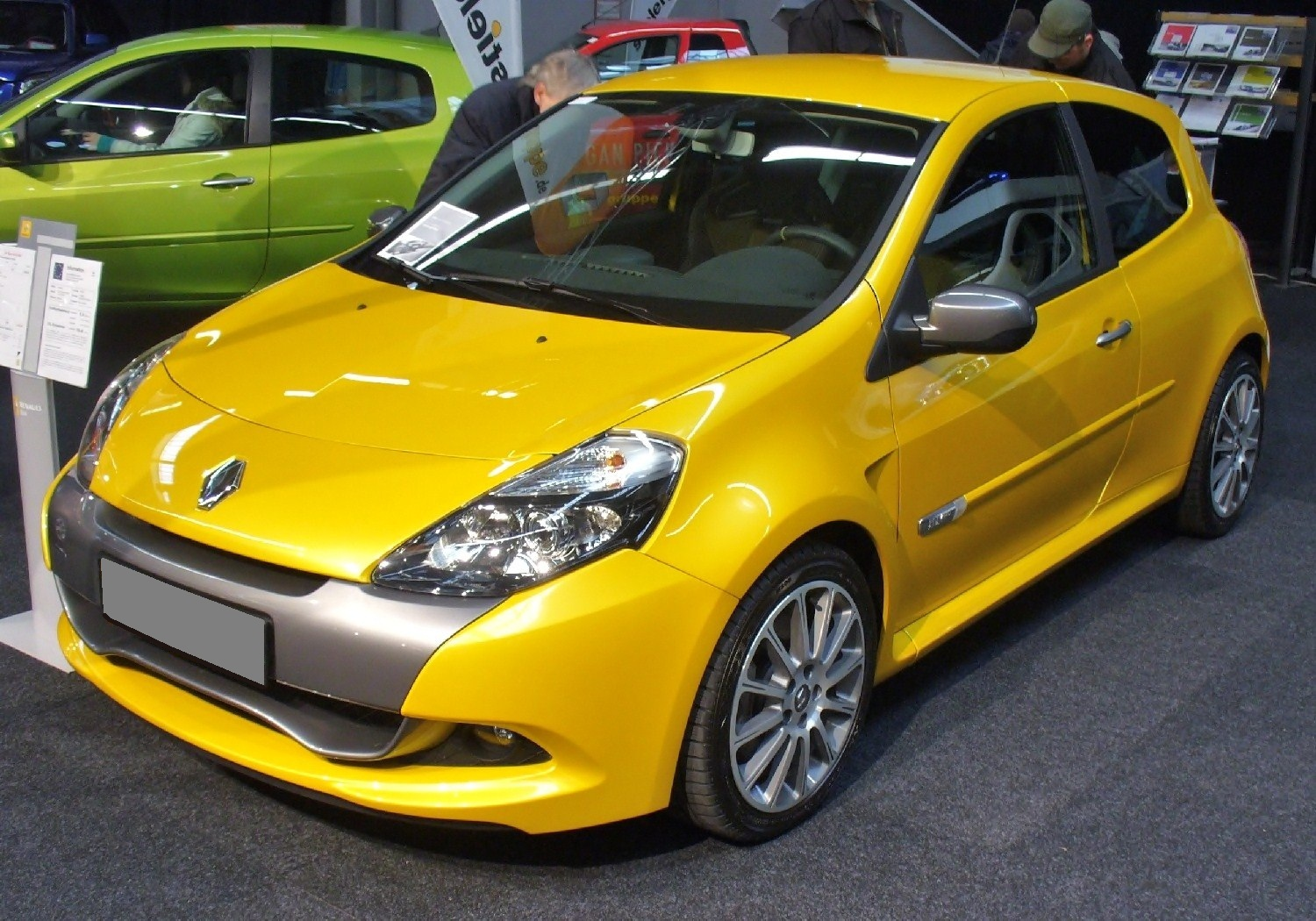
Una Clio RS post-restyling

Il restyling del 2009 diede modo alla RS di beneficiare, oltre che di uno stile più moderno ed aggressivo, anche di alcuni cavalli in più per il suo propulsore, passato così da 197 a 203 CV. Esteticamente si distingueva anche per la mascherina in color differenziato (nero o grigio), che la distaccava stilisticamente dalle altre Clio III. Divenne disponibile in due versioni, la base e la Light, ancor più improntata ad un utilizzo su pista. Essa mancava del climatizzatore, degli specchietti esterni a regolazione elettrica e dell'autoradio, aveva un assetto più basso di 7 mm e più rigido, nonché uno sterzo meno demoltiplicato per risultare più diretto.

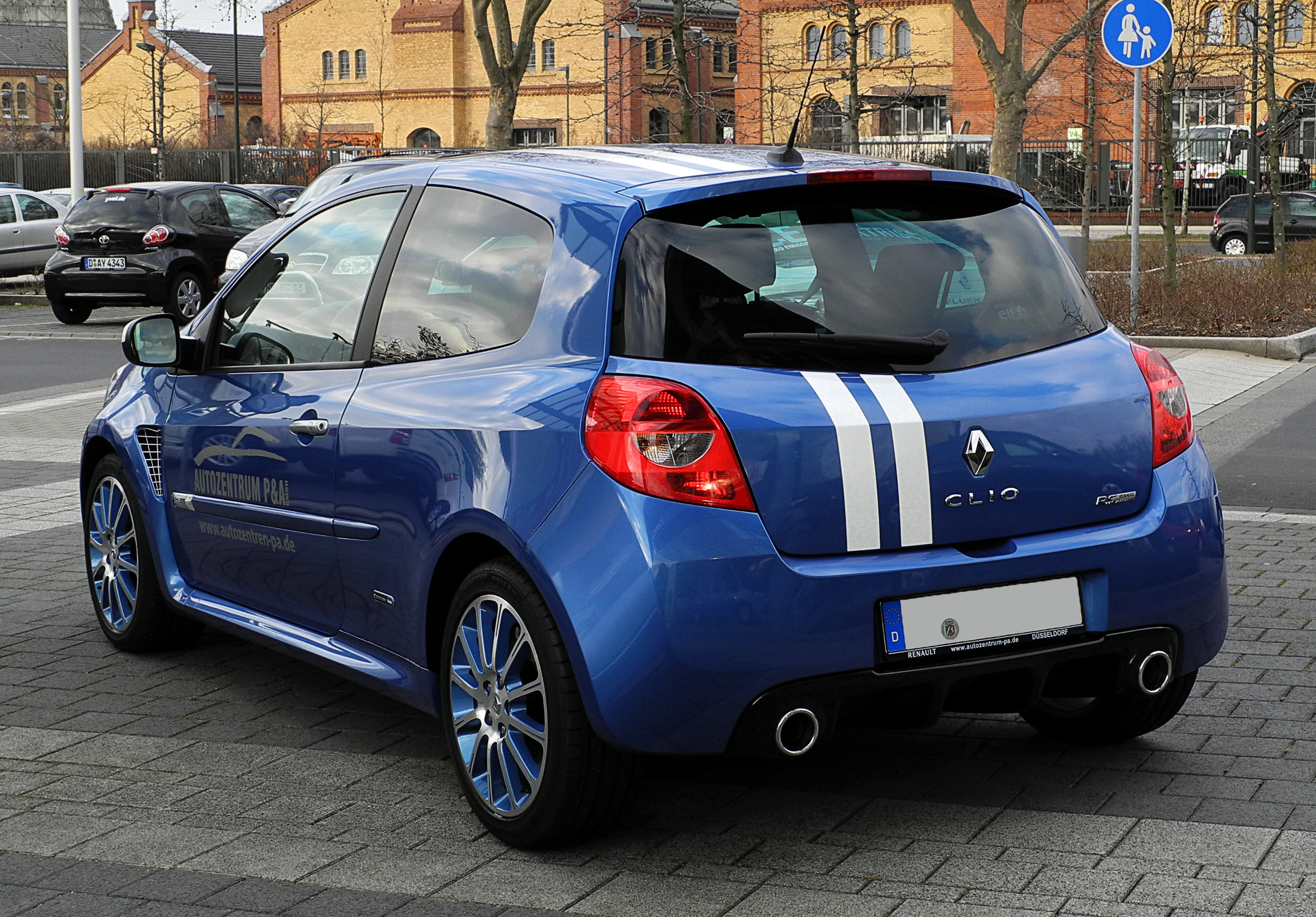
Posteriore di una Clio Gordini RS del 2012

Nel corso della seconda fase della sua carriera commerciale è stata proposta anche in più versioni speciali: la Cup, corrispondente alla versione Light del mercato italiano, la Luxe con allestimento più completo, la Trophy, una sorta di mix tra il telaio sportivo della Cup e l'allestimento ricco della Luxe, la 20th dedicata ai vent'anni della Clio e la Gordini con livrea azzurra con bande bianche. Nel 2013 viene sostituita dalla Clio IV in versione RS.

### Clio SporTour
Al Salone di Ginevra del 2007 Renault espose la concept GrandTour, in sostanza una Clio con carrozzeria station wagon ma caratterizzata da sole due porte laterali più il portellone. Fu così che al Salone di Francoforte dello stesso anno venne presentata la Clio Estate, che a seconda dei mercati poteva essere chiamata anche Clio SporTour, Clio GrandTour o Grand Clio. Il pianale era lo stesso della normale berlina a due volumi, ma la parte posteriore della carrozzeria fu completamente ridisegnata, aumentandone lo sbalzo di 216 mm, in modo da ottenere un vano di carico assai più capiente. In configurazione a cinque posti, il bagagliaio aveva una capacità di 439 litri, ampliabili a 1.277 grazie all'abbattimento del divanetto posteriore. Per non sacrificare troppo l'aspetto dinamico sull'altare della praticità, si scelse di disegnare il lunotto in posizione inclinata, in modo da rendere più filante la linea. Completavano il quadro delle caratteristiche estetiche le due barre portatutto ai lati del tetto ed il piccolo spoiler sulla sommità del portellone posteriore. La commercializzazione fu avviata all'inizio del 2008.

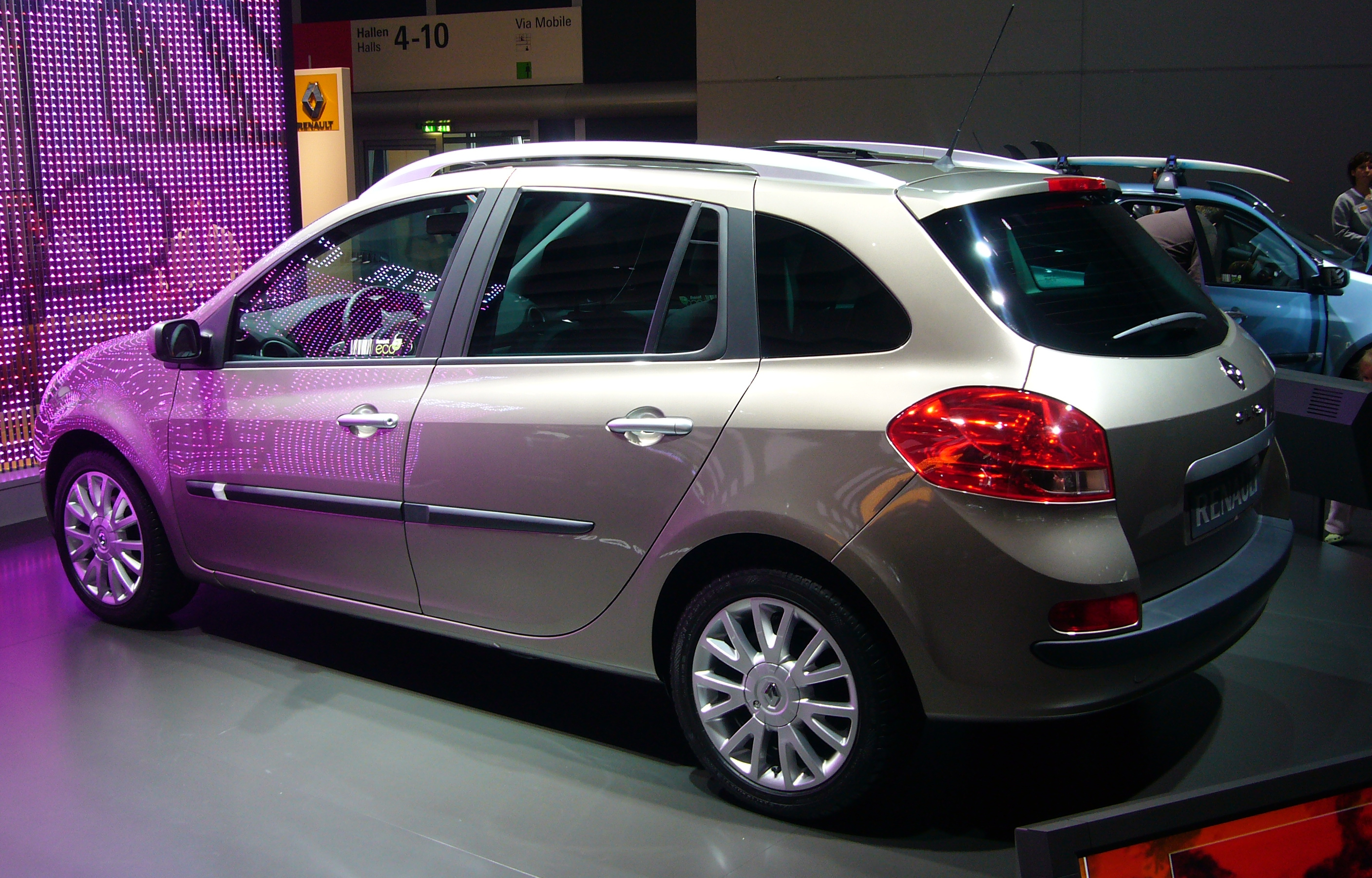
Vista posteriore di una Clio Sportour

Questa versione familiare fu chiamata a misurarsi contro avversarie come la Peugeot 207 SW, la Skoda Fabia Wagon e la Seat Ibiza ST.
Al suo debutto la Clio SporTour era disponibile nelle seguenti motorizzazioni:
- 1.2 16v, ossia il già noto motore da 1149 cm³ con potenza di 75 CV (l'unità da 65 CV non era invece prevista);
- 1.2 TCe, cioè lo stesso motore di cui sopra, ma con sovralimentazione e potenza di 101 CV;
- 1.6 16v, lo stesso motore da 110 CV della berlina;
- 1.5 dCi, ovvero il turbodiesel common rail da 1461 cm³ disponibile nei tre livelli di potenza previsti per la berlina, vale a dire 68, 85 e 105 CV.

La versione 1.6 durò comunque solo alcuni mesi ed entro la fine dello stesso 2008 venne tolta dalla gamma. A differenza della berlina, la Clio 1.6 SporTour montava un cambio manuale a 5 marce.
Nel corso degli anni successivi la gamma seguì gli stessi passi evolutivi della berlina a due volumi, compreso il restyling e gli allestimenti previsti. Vi furono però delle eccezioni: per esempio, il motore 1.6 GT da 128 CV, non venne mai montato sotto il cofano della giardinetta. Questa variante di carrozzeria è stata tolta dai listini europei nel marzo del 2013 per far posto alla nuova Clio Estate (Clio Sporter in Italia), basata sulla quarta generazione della compatta francese.

## Riepilogo caratteristiche
| Modello | Carrozzeria      | Allestimenti                                             | Motore | Cilindrata cm³ | Potenza CV/rpm | Coppia Nm/rpm | Cambio/ N°rapporti | Freni ant./post. | Massa a vuoto (kg) | Velocità max | Acceler. 0–100 km/h | Consumo (l/100 km) | Emissioni CO2 (g/km) | Anni di produzione |
| Versioni a benzina |                  |                                                          |        |                |                |               |                    |                  |                    |              |                     |                    |                      |                    |
| 1.2 16v | berlina 2 volumi | Pack, Confort                                            | D4F    | 1149           | 65/5500        | 105/4250      | M/5                | DA/T             | 1.080              | 157          | 14"9                | 6.2                | 139                  | 2006-09            |
| 1.2 16v | berlina 2 volumi | Pack, Confort, Dynamique, Rip Curl, Le Iene, Luxe, Yahoo | D4F    | 1149           | 75/55001       | 105/3500      | M/5                | DA/T             | 1.080              | 167          | 13"4                | 6.2                | 139                  | 2005-12            |
| 1.2 16v | SW               | base, Confort, Yahoo Dynamique, 20th, Luxe               | D4F    | 1149           | 75/55001       | 105/3500      | M/5                | DA/T             | 1.110              | 167          | 13"6                | 5.9                | 139                  | 2008-12            |
| 1.2 TCe | berlina          | Rip Curl, Le Iene ''20th, Yahoo, Luxe                    | D4FT   | 1149           | 101/5500       | 145/3000      | M/5                | DA/T             | 1.110              | 184          | 11"1                | 6.2                | 139                  | 2008-12            |
| 1.2 TCe | SW               | Rip Curl, Le Iene ''20th, Yahoo, Luxe                    | D4FT   | 1149           | 101/5500       | 145/3000      | M/5                | DA/T             | 1.120              | 183          | 11"2                | 6.2                | 139                  | 2008-12            |
| 1.4 16v | berlina          | Confort, Luxe, Dynamique                                 | K4J    | 1390           | 98/5700        | 127/4250      | M/5                | DA/T             | 1.135              | 183          | 11"3                | 6.9                | 158                  | 2005-08            |
| 1.6 16v | berlina          | Luxe, Initiale                                           | K4M    | 1598           | 110/6000       | 157/4250      | M/5                | DA/D             | 1.140              | 190          | 10"2                | 7                  | 158                  | 2005-07            |
| 1.6 16v | berlina          | BVA Dynamique                                            | K4M    | 1598           | 110/6000       | 157/4250      | A/4                | DA/D             | 1.180              | 186          | 12"2                | 7.9                | 179                  | 2007-122           |
| 1.6 16v | SW               | Dynamique                                                | K4M    | 1598           | 110/6000       | 157/4250      | M/5                | DA/D             | 1.175              | 190          | 10"4                | 7.1                | 160                  | 02/2008-11/2008    |
| 2.0 16v3 | berlina          | -                                                        | M4R    | 1997           | 140/6000       | 194/3750      | M/6                | DA/D             | 1.135              | 205          | 9"8                 | 7.6                | 173                  | 2007-083           |
| 2.0 16v RS | berlina          | base, F1 Team R27, Luxe                                  | F4R    | 1998           | 200/7250       | 215/5550      | M/6                | DA/D             | 1.240              | 215          | 6"9                 | 9.4                | 209                  | 2006-09            |
| 2.0 16v RS | berlina          | base, Light, 20th                                        | F4R    | 1998           | 203/7100       | 215/5400      | M/6                | DA/D             | 1.240              | 225          | 6"9                 | 8.2                | 195                  | 2009-12            |
| Versioni diesel |                  |                                                          |        |                |                |               |                    |                  |                    |              |                     |                    |                      |                    |
| 1.5 dCi | berlina          | base, Pack, Confort, Dynamique, Luxe                     | K9K    | 1461           | 68/4000        | 160/1700      | M/5                | DA/T             | 1.155              | 162          | 15"2                | 4.8                | 123                  | 2005-10            |
| 1.5 dCi | SW               | base                                                     | K9K    | 1461           | 68/4000        | 160/1700      | M/5                | DA/T             | 1.185              | 162          | 15"5                | 4.7                | 120                  | 2008-10            |
| 1.5 dCi | berlina          | Confort, 20th, Yahoo, Dynamique                          | K9K    | 1461           | 75/4000        | 180/1700      | M/5                | DA/T             | 1.155              | 165          | 15"                 | 4                  | 106                  | 2010-12            |
| 1.5 dCi | SW               | Confort, 20th, Yahoo, Dynamique                          | K9K    | 1461           | 75/4000        | 180/1700      | M/5                | DA/T             | 1.185              | 165          | 15"2                | 4                  | 106                  | 2010-12            |
| 1.5 dCi | berlina          | Confort, Dynamique, Luxe, Rip Curl, Le Iene              | K9K    | 1461           | 85/3750        | 200/1900      | M/5                | DA/T             | 1.175              | 174          | 12"7                | 4.6                | 117                  | 2005-10            |
| 1.5 dCi | SW               | Dynamique, Luxe, Rip Curl, Le Iene                       | K9K    | 1461           | 85/3750        | 200/1900      | M/5                | DA/T             | 1.195              | 174          | 13"                 | 4.6                | 117                  | 2008-10            |
| 1.5 dCi | berlina          | Luxe                                                     | K9K    | 1461           | 88/3750        | 200/1900      | M/5                | DA/T             | 1.165              | 176          | 12"2                | 4                  | 106                  | 2010-12            |
| 1.5 dCi | SW               | 20th, Dynamique, Luxe                                    | K9K    | 1461           | 88/3750        | 200/1900      | M/5                | DA/T             | 1.195              | 176          | 12"5                | 4                  | 106                  | 2010-12            |
| 1.5 dCi | berlina          | Dynamique, Luxe, Initiale, Le Iene                       | K9K    | 1461           | 105/4000       | 240/2000      | M/6                | DA/D             | 1.200              | 190          | 11"1                | 4.8                | 123                  | 2005-124           |
| 1.5 dCi | SW               | Le Iene                                                  | K9K    | 1461           | 105/4000       | 240/2000      | M/6                | DA/D             | 1.235              | 186          | 11"6                | 4.9                | 126                  | 2008-124           |
| Versioni bi-fuel |                  |                                                          |        |                |                |               |                    |                  |                    |              |                     |                    |                      |                    |
| 1.2 16v GPL | berlina          | Yahoo, 20th, Dynamique, Luxe                             | D4F    | 1149           | 75/55001       | 105/3500      | M/5                | DA/T             | -                  | 167          | 13"4                | 5.8                | 135                  | 2011-12            |
| 1.2 16v GPL | SW               | Yahoo, 20th, Dynamique, Luxe                             | D4F    | 1149           | 75/55001       | 105/3500      | M/5                | DA/T             | -                  | 167          | 13"6                | 5.8                | 135                  | 2011-12            |
| Note: 1In Francia, 80 CV a partire dal 2006 2Solo fino al 2008 per il mercato italiano 3Non prevista per il mercato italiano 4Solo fino al 2010 per il mercato italiano La tabella non comprende le versioni Collection previste per i mercati francesi, tedeschi e spagnoli dalla fine del 2012: le due versioni che ne compongono la gamma sono equivalenti alla 1.2 16v da 75 CV ed alla 1.5 dCi da 75 CV comunque già presente nei listini anche negli anni precedenti. |                  |                                                          |        |                |                |               |                    |                  |                    |              |                     |                    |                      |                    |